# Tea Ranno
Tea Ranno (Melilli, 10 maggio 1963) è una scrittrice italiana.

## Biografia
Nata a Melilli, in provincia di Siracusa, il 10 maggio 1963, dal 1995 vive e lavora a Roma.
Laureata in Giurisprudenza, è arrivata finalista al Premio Calvino nel 2005 con il romanzo Cenere, pubblicato dalle edizioni e/o nel 2006. Sempre con Cenere, è arrivata finalista al Premio Berto, aggiudicandosi il Premio Chianti nel 2008.
Nel 2012 ha pubblicato il romanzo La sposa Vermiglia, vincitore del premio Domenico Rea. 
Le sue storie sono incentrate su figure femminili vere o romanzate.
Nel 2021 il suo romanzo Terramarina ha vinto il Premio letterario Città di Erice.

## Opere

### Romanzi
- Cenere, Roma, Edizioni e/o, 2006 ISBN 88-7641-679-X.
- In una lingua che non so più dire, Roma, Edizioni e/o, 2007 ISBN 978-88-7641-786-3.
- La sposa vermiglia, Milano, Mondadori, 2012 ISBN 978-88-04-61469-2.
- Viola Fòscari, Milano, Mondadori, 2014 ISBN 978-88-04-63475-1.
- Sentimi, Milano, Frassinelli, 2018 ISBN 978-88-93420-38-9.
- L'amurusanza, Milano, Mondadori, 2019 ISBN 978-88-04-70924-4.
- Terramarina, Milano, Mondadori, 2020 ISBN 978-88-04-73140-5.
- Gioia mia, Milano, Mondadori, 2022 ISBN 978-88-04-74633-1.
- Avevo un fuoco dentro. Storia di un dolore che non si può dire, Milano, Mondadori, 2024 ISBN  978-88-04-77619-2

### Letteratura per l'infanzia
- Le ore della contentezza con Lorenzo Santinelli, Roma, Armando Curcio Editore, 2018 ISBN 978-88-6868-255-2.
- Saura: le stanze del cuore, Roma, Risfoglia, 2019 ISBN 978-88-321-1926-8.